# Johan Adlercrona
Johan Adlercrona, tidigare de Flon, född i Stockholm, död 1687, var en svensk ämbetsman och brukspatron.

## Biografi
Johan Adlercrona föddes i Stockholm och var son till brukspatronen Gillis de Flon i Risinge socken. Han blev handlande i Stockholm och senare brukspatron. Adlercrona fick 12 december 1674 titeln kommissarie. Han adlades 16 december 1674 till Adlercrona och introducerades i Sveriges Riddarhus 1675 som nummer 868. Adlercrona avled 1687 och slöt ätten.

### Familj
Adlercrona var gift med Marie [de Sincte Jullien.